# 히루카와촌
히루카와촌(일본어: 蛭川村)은 일본 기후현 에나군에 설치되었던 촌이다. 2005년 2월 13일에 주변 6정촌과 합병해 나카쓰가와시에 편입하였다.

## 역사
- 1889년 7월 1일 - 정촌제 시행으로 히루카와촌이 성립하였다.
- 2005년 2월 13일 - 나카쓰가와시에 편입 합병하였다.

## 교통

### 도로
- 기후현도 제72호선
- 기후현도 제408호선

## 참고 문헌
- 角川日本地名大辞典編纂委員会,『角川日本地名大辞典 21 岐阜県』1980, 角川書店